# Musée archéologique civique (Orbetello)
Pour les articles homonymes, voir Musée archéologique civique.
Le Musée archéologique civique d'Orbetello (Museo civico archeologico di Orbetello) est un musée archéologique italien situé en Toscane, dans la commune d'Orbetello, dans la province de Grosseto.

## Histoire
Le musée qui a été rouvert le 30 juillet 2004 est implanté au premier étage de l'édifice appelé Polveriera Guzman « poudrière Guzman », une construction antique édifiée pendant l'occupation espagnole, auprès de laquelle Garibaldi en 1860 se refournit en armes et munitions.

## Collections
Le musée expose des pièces archéologiques étrusques, romaines et médiévales.  
- Pièces archéologiques d'origine étrusque :
  - Provenance d'Orbetello : trousseaux funéraires provenant des diverses nécropoles de l'isthme.
  - Provenance de Talamone : trousseaux funéraires et objets votifs de la collection Vivarelli.
- Pièces du Génie Militaire : armes et instruments agricoles en miniature et grandeur nature, mis au jour en majeure partie dans les années 1800 et début des années 1900.

Le rez-de-chaussée de l'édifice est aménagé en salle d'exposition pour des expositions aussi bien locales qu'internationales.